# China Resources Headquarters
China Resources Tower ( 中国 华润 大厦 ), coloquialmente conocida como Spring Bamboo ( 春笋 ), es un rascacielos de 393 metros ubicado en Houhai, Nanshan, Shenzhen, Guangdong, China. La construcción comenzó en 2012, el edificio fue coronado el 1 de julio de 2016, superando al Shun Hing Square como el tercer edificio más alto de Shenzhen, y fue terminado en 2018.